# Phytomyza phaceliae
Phytomyza phaceliae is een vliegensoort uit de familie van de mineervliegen (Agromyzidae). De wetenschappelijke naam van de soort is voor het eerst geldig gepubliceerd in 1981 door Spencer.